# Actitis balcanica
Actitis balcanica — викопний вид сивкоподібних птахів родини баранцевих (Scolopacidae). Птах існував у пліоцені. Скам'янілі рештки виду знайдені у Болгарії. Голотип зберігається у Національному музеї природознавства у Софії.